# Johannes Spieker

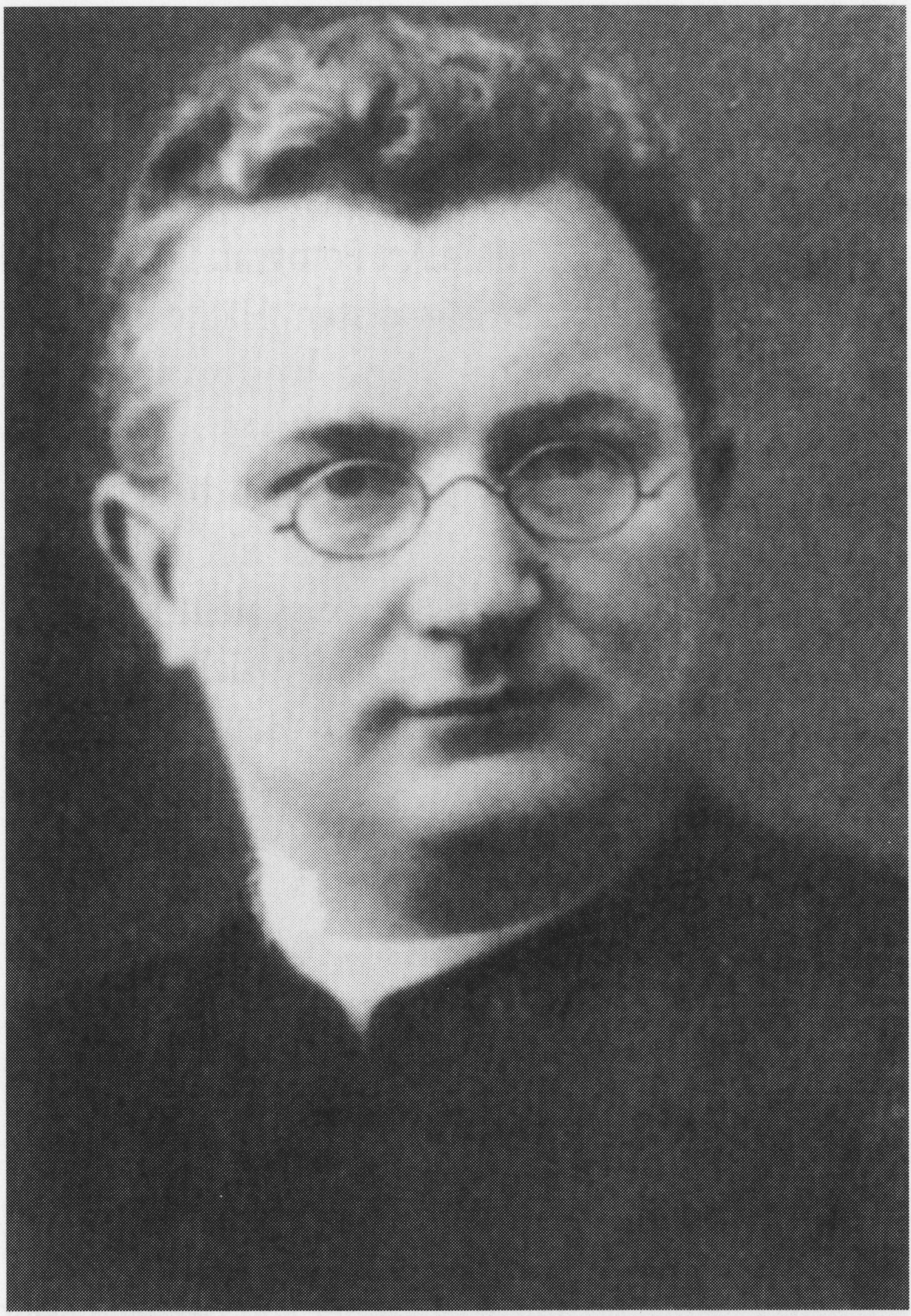
Johannes Spieker

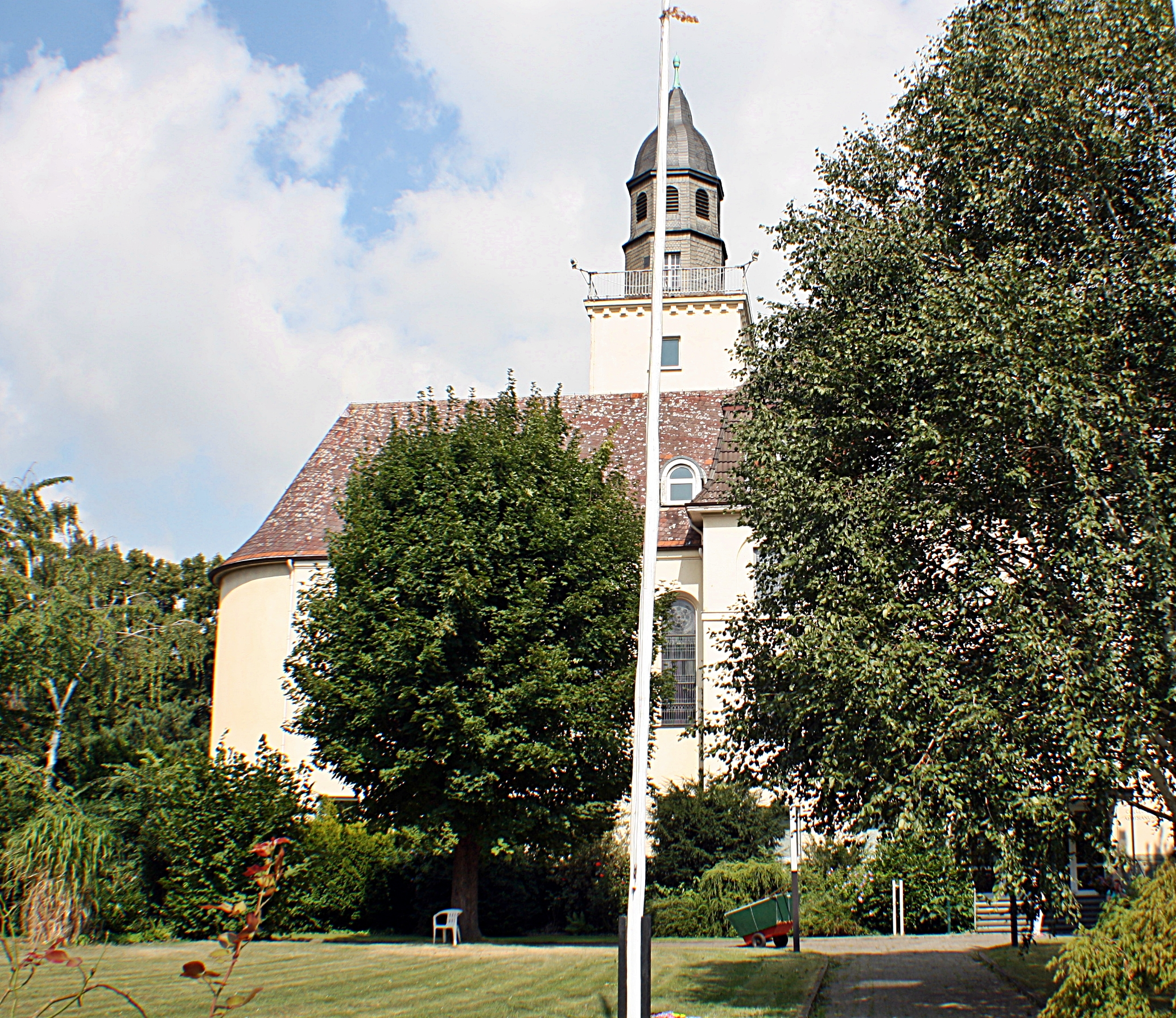
Das von Spieker gegründete Konvikt

Johannes Spieker (* 10. Mai 1860 in Brakel; † 23. Januar 1914 in Werl) war ein deutscher römisch-katholischer Priester und Gymnasialprofessor. Er war erster Direktor des Marien-Gymnasiums Werl sowie Stifter und Gründer des dortigen Knabenkonvikts.

## Leben und Wirken
Spieker besuchte die Rektoratsschule in Brakel und danach bis 1880 das Theodorianum in Paderborn, wo er die Reifeprüfung ablegte. In Münster studierte er Katholische Theologie und trat danach in das Priesterseminar Eichstätt ein. Dort wurde er am 30. März 1884 zum Priester geweiht. Er wurde vom Erzbischof von Paderborn mit der Leitung der privaten Rektoratsschule in Gelsenkirchen beauftragt und blieb in dieser Funktion bis 1904. 1903 legte er in Münster die Staatsprüfung für das höhere Lehramt ab. Die private Rektoratsschule wurde von der Stadt Gelsenkirchen übernommen und in ein Realgymnasium umgewandelt; Spieker war versprochen worden, dass er dessen Leiter werden sollte. Die Stadt entschied sich jedoch für einen anderen Kandidaten. Daraufhin ließ er sich wegen Herzerweiterung und starker Nervosität beurlauben und reichte einen Antrag auf Verabschiedung ein, dem im November 1905 entsprochen wurde. 
Er wurde am 27. Juli 1906 von der Stadt Werl zum Leiter Der Anstalt (Marien-Gymnasium) gewählt und im August bestätigt. Bei einer weiteren Wahl im Jahr 1908 wurde er zum Schulleiter gewählt, und am 14. Juli 1908 wurde ihm vom Staat der Professorentitel verliehen. Um genügend Schüler für das Gymnasium zu haben, plante er den Bau eines Konviktes.

## Johannes-Spieker-Stiftung
Um den Bau des Konviktes  zu ermöglichen, stellte er aus seinem Vermögen 100.000 Reichsmark zur Verfügung. Nach seiner Ansicht war der Bau von Unterbringungsmöglichkeiten für potenzielle Schüler nötig, um ein Vollgymnasium auch mit Schülern aus dem weiteren Umland auszulasten.

## Ehrungen
In Werl ist der Johannes-Spieker-Anger nach ihm benannt.